# Núria Pau
Núria Pau Romeu (* 24. Februar 1994 in Ribes de Freser, Provinz Girona) ist eine ehemalige spanische Skirennläuferin. Sie war auf die technischen Disziplinen Slalom und Riesenslalom spezialisiert. Die mehrfache spanische Meisterin nahm zweimal an alpinen Skiweltmeisterschaften teil.

## Biografie
Núria Pau bestritt im Alter von 15 Jahren in La Molina unweit ihres Heimatortes ihr erstes FIS-Rennen. Danach startete sie vor allem in FIS- und Citizen-Rennen. Im Februar 2011 nahm sie an den Juniorenweltmeisterschaften in Crans-Montana teil, wo sie die Ränge 36 und 48 in Super-G und Abfahrt belegte. Beim Europäischen Olympischen Jugendfestival in Liberec wurde sie 31. im Slalom. Anfang April 2012 gewann sie in La Molina ihren ersten Staatsmeistertitel im Slalom. In den folgenden Wintern bestritt sie weiterhin hauptsächlich FIS-Rennen, 2015 nahm sie erstmals an einer Winter-Universiade teil. Im Dezember desselben Jahres gab sie im Riesenslalom von Trysil ihr Europacup-Debüt, konnte sich vorerst aber nicht in den Punkterängen klassieren. Im Spätsommer 2017 startete sie im South American Cup und sicherte sich mit zwei Slalomerfolgen den Sieg in der Disziplinenwertung. Einige Wochen später gewann sie mit Rang 25 im Riesenslalom von Kvitfjell ihre ersten Europacup-Punkte.
Am 5. Januar 2019 gab Pau im Slalom von Zagreb ihr Weltcup-Debüt. Bei ihren ersten Weltmeisterschaften in Åre belegte sie im Riesenslalom Rang 36, im Slalom schied sie aus. Nachdem sie ihre Europacup-Ergebnisse leicht verbessern konnte, startete sie 2021 auch bei den Weltmeisterschaften in Cortina d’Ampezzo.
Am 10. Juni 2022 gab Pau ihren Rücktritt vom aktiven Rennsport bekannt. Als Grund gibt sie unter anderem fehlende Unterstützung seitens des Verbands an.

## Erfolge

### Olympische Winterspiele
- Peking 2022: DNF Riesenslalom

### Weltmeisterschaften
- Åre 2019: 36. Riesenslalom, DNF Slalom
- Cortina d’Ampezzo 2021: DNF Riesenslalom

### Europacup
- Eine Platzierung unter den besten 10

### South American Cup
- Saison 2017: 3. Gesamtwertung, 1. Slalomwertung, 2. Riesenslalomwertung, 4. Kombinationswertung, 10. Super-G-Wertung[A 1]
- 5 Podestplätze, davon 3 Siege:

| Datum              | Ort            | Land        | Disziplin   |
| ------------------ | -------------- | ----------- | ----------- |
| 3. September 2017  | La Parva       | Chile       | Slalom      |
| 13. September 2017 | Cerro Catedral | Argentinien | Slalom      |
| 18. September 2017 | El Colorado    | Chile       | Kombination |

1. ↑  Die Rennen des South American Cup werden jährlich im August und September (Südwinter) ausgetragen und bereits der kommenden, internationalen Saison zugerechnet.

### Juniorenweltmeisterschaften
- Crans-Montana 2011: 36. Super-G, 48. Abfahrt, DNF Riesenslalom

### Universiaden
- Sierra Nevada 2015: 19. Super-G, DNF Riesenslalom, DNF Slalom, DNF Super-Kombination
- Krasnojarsk 2019: 7. Slalom, 20. Riesenslalom

### Weitere Erfolge
- 8 spanische Meistertitel (Slalom 2012, 2015, 2016, 2018 und 2019, Riesenslalom 2017 und 2019, Super-G 2019)
- Siege bei nationalen Meisterschaften
  - Andorra: Riesenslalom 2011
  - Argentinien: Riesenslalom 2017
  - Belgien: Riesenslalom und Slalom 2019
- 11 Siege in FIS-Rennen